# La legione invincibile
La legione invincibile è un romanzo storico di Guido Cervo ambientato sul finire del III secolo, pubblicato nel 2004 dalla casa editrice Piemme.
È il secondo romanzo della trilogia Il legato romano, preceduto da Il legato romano e seguito da L'onore di Roma.

## Trama
Nel 276 d.C., dopo aver attraversato il confine renano, orde di barbari hanno occupato la Gallia mettendo in ginocchio l'esercito imperiale. Perciò, nonostante i recenti successi della XXII legione, guidata da Valerio Metronio, a causa della mancanza di approvvigionamenti e del malcontento dei cittadini che sfocia in rivolte represse spesso nel sangue, la situazione è piuttosto critica. Tuttavia, per sfuggire all'ira del nuovo imperatore, Marco Aurelio Probo, e all'inevitabile riscossa di Roma, decine di migliaia di barbari si ritirano verso il Reno costringendo i valorosi legionari di Valerio ad affrontare una nuova e decisiva battaglia. Quindi in un clima di spasmodica attesa si intrecciano i destini dei protagonisti mentre si prepara la resa dei conti definitiva, che non potrà che essere caratterizzata dal ferro e dal sangue.

## Edizioni
- Guido Cervo, La legione invincibile, Piemme, 2008,  p. 425, ISBN 978-88-384-8993-8.